# Schlitzblättrige Schwarzwurzel
Die Schlitzblättrige Schwarzwurzel (Scorzonera laciniata), auch als Schlitzblättriges Stielsamenkraut bezeichnet, ist eine Pflanzenart aus der Gattung Schwarzwurzeln (Scorzonera) in der Unterfamilie der Cichorioideae innerhalb der Familie der Korbblütler (Asteraceae).

## Beschreibung

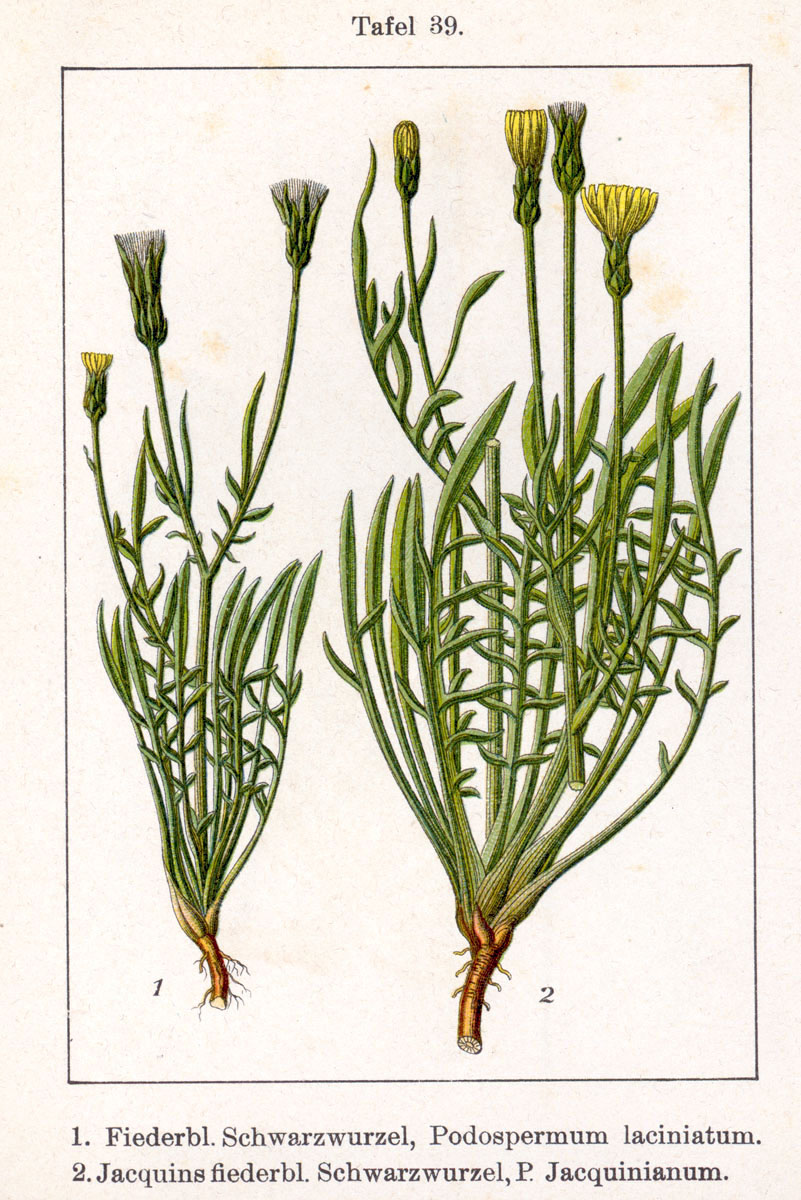
Illustration von Scorzonera laciniata (links) und Scorzonera cana (rechts)

### Vegetative Merkmale
Die Schlitzblättrige Schwarzwurzel ist eine ein- bis zweijährige krautige Pflanze, die Wuchshöhen von 7 bis 50 Zentimetern erreicht. In ihrem „Inneren“ enthält sie eine weiße, leicht grünliche, milchsaftähnliche Flüssigkeit. Der aufrecht wachsende, meist kahle bis leicht wollig behaarte Stängel und die Äste der Pflanze sind stielrund geformt und nur im oberen Teil fein gerillt.
Die bis zu 20 Zentimeter langen Laubblätter sind bis zum Mittelnerv herab fiederschnittig geteilt und besitzen entfernt stehende, spitz bei einer Länge von meist 1 bis 2 Millimetern sowie einer Breite 10 bis 25 Millimeter linealisch-lanzettliche Blattabschnitte mit spitzem oberen Ende. Der Endlappen ist linealisch und nur bei der Unterart Scorzonera laciniata subsp. decumbens breiter geformt.

### Generative Merkmale
Die etwa 12 mm breiten Blütenkörbe wachsen einzeln an langen Stängeln. Die äußeren Hüllblätter sind eiförmig und besitzen eine zurückgebogene Spitze, die inneren sind meist mehr oder weniger stumpf. Zur Blütezeit erreicht die Hülle eine Länge von bis zu 15 mm, nach der Blüte kann sie bis zu 40 mm lang werden. Die Blütenkörbe enthalten hellgelbe Zungenblüten, die in etwa die Länge der Hülle erreichen. Die mehr oder weniger vierkantig geformten, hell (violett)-braunen Früchte werden etwa 3 bis 4 mm lang und besitzen einen dicken, heller gefärbten, etwa 5 bis 9 mm langen hohlen Stiel. Der schmutzigbraune, etwa 10 mm lange Pappus ist mehrreihig gefiedert.
Die Schlitzblättrige Schwarzwurzel blüht vorwiegend in den Monaten Mai bis Juli.
Die Chromosomenzahl beträgt 2n = 14.

## Ökologie
Die Bestäubung geschieht in der Regel durch Insekten. Die Diasporen werden durch den Wind ausgebreitet. Werden die Stängel vor der Blüte abgefressen, verdickt sich die Pflanzenwurzel deutlich. Die Pflanze wird dann dichtrasig und treibt viele Blütenstängel. Sie kann dadurch auch ausdauernd werden.
Als parasitierende Pilze wurden Cystopus tragopogonis und Puccinia podospermi beobachtet.

## Vorkommen
Die Schlitzblättrige Schwarzwurzel ist ein submediterran-sarmatisches Florenelement. Ihr Verbreitungsgebiet reicht von Sibirien, über den Kaukasusraum, Russland bis nach Süd- und Mitteleuropa. Schlitzblättrige Schwarzwurzel ist auch in Nordafrika zu finden. In Mitteleuropa überschreitet sie kaum das Weinbauareal.
Die Schlitzblättrige Schwarzwurzel kommt in Mitteleuropa selten vor. In Deutschland kommt die Schlitzblättrige Schwarzwurzel selten und zum Teil unbeständig im westlichen, mittleren und südwestlichen Gebiet vor. Sie wird in der Roten Liste als „stark gefährdet“ eingestuft. In Österreich gelten ihre früher im pannonischen Gebiet als sehr selten eingestuften Vorkommen inzwischen als erloschen, während sie in der Schweiz noch selten im Wallis zu finden ist. Dort steigt sie bis auf eine Höhe von 1400 m.
Scorzonera laciniata ist in Mitteleuropa eine typische Ruderalpflanze und wächst truppweise an Wegrändern, auf offenen Trockenrasen, in Felsheiden, an Straßenböschungen, auf  Mauern und auch in Getreideäckern. Sie gedeiht meist auf trockenen, warmen, meist kalkhaltigen, humosen und gelegentlich auch salzhaltigen Böden. Sie kommt häufig nur unbeständig vor oder wird gelegentlich „verschleppt“. Sie kommt vor allem in Pflanzengesellschaften der Ordnung Agropyretalia oder des Verbands Dauco-Melilotion vor.

## Systematik
Die Erstveröffentlichung von Scorzonera laciniata erfolgte 1753 durch Carl von Linné in seinem Werk Species Plantarum, Tomus II, S. 791. De Candolle stellte sie 1805 in die Gattung Podospermum als Podospermum laciniatum (L.) DC. Weitere Synonyme für Scorzonera laciniata L. sind: Arachnospermum laciniatum (L.) F. W. Schmidt, Podospermum intermedium DC., Podospermum subulatum (Lam.) DC., Podospermum tenorei (C. Presl) DC. und Podospermum lciniatum (L.) DC.
Je nach Autor gibt es wenige Unterarten:
- Scorzonera laciniata subsp. laciniata: Sie kommt in Süd-, Mittel- und Osteuropa, Nordafrika, Westasien, im Kaukasusraum, in Turkmenistan und Pakistan vor.[6] Die ökologischen Zeigerwerte nach Landolt et al. 2010 sind in der Schweiz für diese Unterart: Feuchtezahl F = 2w+ (mäßig trocken aber stark wechselnd), Lichtzahl L = 4 (hell), Reaktionszahl R = 4 (neutral bai basisch), Temperaturzahl T = 4+ (warm-kollin), Nährstoffzahl N = 3 (mäßig nährstoffarm bis mäßig nährstoffreich), Kontinentalitätszahl K = 5 (kontinental), Salztoleranz = 1 (tolerant).[7]
- Scorzonera laciniata subsp. decumbens (Guss.) Greuter (Syn.: Podospermum laciniatum subsp. decumbens (Guss.) Gemeinholzer & Greuter, Scorzonera calcitrapifolia Vahl, Scorzonera resedifolia L., Scorzonera laciniata subsp. calcitrapifolia (Vahl) Maire): Sie kommt in Südeuropa, Nordafrika und Vorderasien vor.[5] Diese Unterart unterscheidet sich von Scorzonera laciniata subsp. laciniata durch elliptisch-lanzettliche seitliche Blattabschnitte.[1] Der Endabschnitt ist auch viel größer als die seitlichen und nicht linealisch.[1] Die Blattspindel ist breiter und hat eine Breite von 2 bis 4 Millimeter.[1]